# Andrena japonica
Andrena japonica là một loài Hymenoptera trong họ Andrenidae. Loài này được Smith mô tả khoa học năm 1873.